# Веспазиано I Гонзага
Веспазиано I Гонзага (на италиански: Vespasiano I Gonzaga), известен и като Веспазиано Гонзага Колона (на италиански: Vespasiano Gonzaga Colonna; * 6 декември 1531, Фонди, † 26 февруари 1591, Сабионета, Херцогство Сабионета) от род Гонзага (кадетски клон Гонзага ди Сабионета е Боцоло) е италиански кондотиер, меценат, дипломат, архитект, военен инженер, херцог на Сабионета, маркиз на Остиано, вицекрал на Навара и вицекрал на Валенсия. 
Той е основател, създател и първи и последен херцог на идеалния град Сабионета, разположен в Долна Падания между Мантуа и Парма. Веспазиано го завършва напълно в продължение на приблизително 35 години от 1556 г. до смъртта си през 1591 г., според каноните и критериите на най-добрия Италиански ренесанс. Неговите феодални владения включват в имперската сфера, в Северна Италия, Херцогство Сабионета, Маркграфство Остиано, Графство Родиго и Сеньория Боцоло, Ривароло Мантовано и Комесаджо; под испанско управление, в Южна Италия, Херцогство Трайето, Графство Фонди, Баронство Англона, Сеньории Турино и Караманико.

## Произход
Той е единственото дете на Луиджи Гонзага, нар. „Родомонте“ (* 1500, † 1532), имперски капитан, и на съпругата му Изабела Колона (* 1513, † 1570). Негови дядо и баба по бащина линия са Лудовико Гонзага, граф на Родиго, и Франческа Фиески от графовете на Лаваня, а по майчина – кондотиерът Веспазиано Колона и Беатриче Апиано.

## Биография

### В Сабионета
На 10 юни 1533 г. малкият Веспазиано пристига от Фонди в Сабионета с майка си Изабела Колона, посрещнат от ентусиазираното население и двора на дядо си Лудовико. След кратко време той се премества с майка си във владението, наследено от баща му, Ривароло ди Фуори, където остава около година. Въпреки това скоро възникват конфликти и спорове между майка му и дядо му и през 1535 г. тя решава да се премести с Веспазиано обратно във Фонди, след като се качва на кораб в Генуа. Непрекъснатите скърби и униние довеждат до смъртта на дядо му Лудовико на 1 юли 1540 г., който в завещанието си определя Веспазиано като свой единствен наследник, под попечителството на дъщеря си Джулия Гонзага. Император Карл V определя Феранте I Гонзага и кардинал Ерколе Гонзага за администратори на Сабионета. На 6 септември 1541 г. Джулия успява да получи от императора инвеститурата на своя племенник Веспазиано с неговата държава и признаването му за господар на Сабионета.
Скоро загубил баща си, който умира през 1532 г., майка му Изабела се омъжва повторно през 1536 г. за Филипо ди Ланой, принц на Сулмона, бивш вицекрал на Неапол и имперски генерал, и трябва да се откаже да задържи Веспазиано при себе си. Нейният тъст Лудовико издейства от императора попечителството над Веспазиано да бъде поверено на Джулия Гонзага, неговата леля, която го отглежда с любов. Също така с цел да го защити от предсказуемото намерение на сем. Колона да го елиминират за целите на наследството, Джулия Гонзага се премества в Неапол с Веспазиано, изоставяйки владенията на Фонди. Следвайки обичая от времето да се изпращат потомци на благороднически семейства в европейските дворове, за да усъвършенстват образованието си и като акт на подчинение на короната, Джулия се възползва от възможността да изпрати Веспазиано при Карл V Хабсбург, като по този начин отстранява племенника от евентуалното внимание на могъщото му майчино семейство, което също има много интереси в неаполитанския град. Пристигайки в Мадрид през 1548 г., младият Гонзага е избран за почетен паж в служба на инфанта, бъдещият крал Филип II. Остава три години в двора на Хабсбургите и е обучен отлично, особено по математика и архитектура. През 1548 – 1549 г. придружава Филип в пътуването му до Германия и Италия.
През април 1550 г. Веспазиано се жени тайно в Пиаченца за Диана Фолч де Кардона, дъщеря на благородника Антонио, и те влизат триумфално в Сабионета. След кратко пътуване до Брюксел през 1554 г. той започва изграждането на стените на Сабионета, които и до днес свидетелстват за задълбочените му познания за укрепленията, и замисля изграждането на нов ренесансов град (1551–1554).

### Военни задължения
Той често напуска града си, за да изпълнява военни задължения под знамето на Свещената Римска империя. През 1555 г. е назначен за генерален капитан на италианската пехота, спечелвайки победа при Волпиано срещу французите. Под командването на своите войски той завладява Анани и Виковаро, където баща му умира през 1532 г., отнемайки замъка от Орсини.
Той открива монетния двор в Сабионета през 1558 г., активен до 1684 г. – годината на смъртта на последния херцог Никола Мария де Гусман Карафа. През 1558 г. Веспазиано заради заслугите си в Брюксел става „испански гранд“. 
По време на отсъствията му управлението на Сабионета е в ръцете на съпругата му Диана, която почива през ноември 1559 г. при неизяснени обстоятелства, без да роди деца на Веспазиано, който наследява земите й в Сицилия. След мира с Франция той се връща през 1559 г. в Сабионета. През 1564 г. той заминава за Испания и сключва брак във Валенсия с Анна Трастамара Арагонска, роднина на краля на Испания и с лошо здраве. През 1565 г. той става баща на близначките Джулия и Изабела, предназначени да станат негов универсален наследник, а през същата година получава титлата „маркиз“ от император Максимилиан II. Наследникът му Луиджи Гонзага също е роден на 27 декември 1566 г. През 1567 г. умира и втората му съпруга Анна. На 11 април 1570 г. майката на Веспазиано, Изабела, почива и маркизът става наследник на голямо наследство, състоящо се от различни владения.
От 1568 до 1578 г. в Испания е съветник на Филип II Испански.
Водач, опитен дипломат, писател, военен архитект и покровител на изкуствата, от обикновен кадет той успява да достигне най-високите феодални висоти. На 25 юли 1574 г. Максимилиан II го прави имперски княз – титла, давана на феодалите, пряко зависими от самия император. След това, през 1577 г., Маркграфство Сабионета, бивш графство, е издигнато до херцогство (отново под хегемонията на Херцогство Мантуа), благодарение на личното му приятелство с Рудолф II, с когото се е запознал в испанския кралски двор, където 11-годишният бъдещ император е изпратен да подобри образованието си под грижите на чичо си Филип II. За да подпечата тази чест и независимост от своите братовчеди, херцозите на Мантуа, Веспазиано получава нов благороднически герб, върху който надписът LIBERTAS се откроява със златни букви.
По това време Веспазиано е един от доверените хора на Филип II, който го назначава за гранд на Испания, от 1571 г. за вицекрал на Навара и от 1575 г. – на Валенсия, преди да го награди през 1585 г. с рицарството на Ордена на Златното руно – най-високото отличие на испанската корона. През 1575 г. Сабионета получава права на град от император Максимилиан II. 
През 1578 г. Веспазиано претърпява успешна краниотомия от бръснаря Антонио Амичи в ролята му на сабионетския хирург, за да го излекува от много силни мигрени. След няколко години херцогът е лекуван от болонския физик Габриеле Беато.
През 1581 г. той се жени за трети път за Маргерита Гонзага, която тържествено влиза в Сабионета на 6 май 1582 г.
През 1590 г. в Сабионета е създаден театърът Teatro Olimpico или Teatro all'antica.

### Смърт
Здравето му продължава да се влошава и херцогът диктува дългото си завещание през февруари 1591 г. Той умира на 26 февруари 1591 г. на 59-годишна възраст, оставяйки цялото си имущество в завещанието си на единствената си оцеляла дъщеря Изабела. Тя се омъжва за Луиджи Карафа дела Стадера от принцовете на Стиляно. След смъртта им, през 1638 г., крепостта Сабионета преминава у тяхната племенница Анна Карафа дела Страдера, която от своя страна я предава на сина си Никола Мария де Гузман Карафа, последен потомък на Веспазиано Гонзага, който я управлява до 1684 г.
Херцогът е погребан в църквата „Беата Верджине Инкороната“ в Сабионета, в погребален паметник от полихромен мрамор, създаден около 1592 г. от скулптора Джовани Батиста Дела Порта, върху който се откроява бронзовата статуя на херцога. През 1988 г. гробът е отворен, за да се извърши инспекция на тленните останки на Веспазиано, след което те са поставени в съседна зона на църквата: висулката на яката на Ордена на златното руно е намерена в ковчега. На 25 февруари 2018 г. с тържествена религиозна церемония останките на Веспазиано, съпругата му Анна Арагонска и двете им деца Луиджи и Джулия да поставени в надгробния паметник.

## Брак и потомство
Жени се три пъти:
∞ 1. 1549 за испанската благородничка Диана Фолч де Кардона (* 1531, † 1559), графиня на Джулиана, дъщеря на Педро, граф на Голисано, от сицилианския клон на семейство Кардона, от която няма деца;
∞ 2. 1564 във Валенсия за испанската благородничка Анна Трастамара Арагонска и Фолч де Кардона (* ок. 1544, † август 1567), дъщеря на Алфонсо Арагонски, херцог на Сегорбе – кадетски клон на благородническия дом Арагон, и на съпругата му Джована III Фолч, херцогиня на Кардона, от която има един син и две дъщери:
- Джулия Гонзага ̆(*/† 1565)
- Изабела Гонзага (* 1565, † 1637), универсална наследница на Веспазиано, ∞ 1584 за Луиджи Карафа дела Страдера (* 1567, † 1630), принц на Стиляно, от когото има 1 син;
- Луиджи Гонзага (* 1566, † 1580). С него изчезва основния клон Гонзага ди Сабионета

Анна Арагонска умира след три години през 1567 г. През 1580 г. умира единственият му син Луиджи. Херцогът на Сабионета изпада в меланхолия и прекъсва военната си кариера.

∞ 3. 1582 за Маргерита Гонзага (* 1562, † 1618), дъщеря на Чезаре I Гонзага, граф на Гуастала и принц на Молфета, и на Камила Боромео от графовете на Арона, сестра на вети Карло Боромео, от която няма деца
- Анна Трастамара Арагонска, 2-ра съпруга
- Маргерита Гонзага, 3-та съпруга
- Изабела Гонзага, дъщеря